# La Perdida
La Perdida est une bande dessinée de Jessica Abel publiée en cinq comic books par Fantagraphics de 2001 à 2005 et éditée en un volume en 2006 par Pantheon Books. La traduction française en a été publiée en 2006 aux éditions Delcourt.

## Synopsis
Carla, une jeune Américaine, se rend à Mexico dans l'espoir de renouer avec ses racines (son père, dont elle est séparée depuis longtemps, est mexicain). Rejetant la communauté des expatriés américains, elle noue des relations avec des mexicains locaux, qu'elle considère comme plus « authentiques ». Sa quête d'identité lui fait vivre des moments exaltants, mais également subir de grandes désillusions. Rentrée finalement aux États-Unis, elle porte un regard sur son expérience, partagée entre un sentiment d'échec d'avoir dû quitter le Mexique et la fierté d'avoir réussi à s'affirmer en tant que femme adulte indépendante.

## Publication

### Éditeurs
- Delcourt (collection Contrebande) (2006)  (ISBN 2-84789-923-5)

## Récompenses
- 2002 : prix Harvey de la meilleure nouvelle série

## Documentation
- (en) Patrick L. Hamilton, « Lost in Translation », dans Frederick Luis Aldama (dir.), Multicultural Comics. From Zap to Blue Beetle, Austin : University of Texas Press, coll. « Cognitive Approaches to Literature and Culture », 2010, p.  (ISBN 9780292722811).
- (en) Daniel Wüllner, « La Perdida », dans M. Keith Booker (dir.), Encyclopedia of Comic Books and Graphic Novels, Santa Barbara, Grenwood, 2010, xxii-xix-763 (ISBN 9780313357466), p. 459-460.
- Paul Gravett (dir.), « Les années 2000 : La Perdida », dans Les 1001 BD qu'il faut avoir lues dans sa vie, Flammarion, 2012 (ISBN 2081277735), p. 738.